# Hong Tianguifu
Hong Tianguifu (洪天貴福, 23 de novembro de 1849 - 18 de novembro de 1864) foi o segundo e último Rei Celestial do Reino Celestial Taiping. Ele é popularmente conhecido como o "Lorde Júnior" (幼主). Oficialmente, como seu pai Hong Xiuquan, ele era o "Rei Celestial" (天王). Para diferenciar, ele também é chamado de "Rei Celestial Júnior" (幼天王). 

## História
Hong sucedeu seu pai aos quatorze anos e não foi respeitado como seu pai pelos príncipes, e foi mal falado. Li Xiucheng escreveu uma autobiografia pouco antes de sua execução, e nela Hong Tianguifu foi descrito como "inexperiente", "mimado" e "incapaz". Além disso, Hong Tianguifu nunca andava a cavalo, o que era essencial para líderes e comandantes em guerras.
Quatro meses após sua coroação, Tianjing, a capital dos rebeldes Taiping, foi capturada pela dinastia Qing. Hong Tianguifu escapou para Dongba, Jiangsu em julho de 1864, e se encontrou com seu tio, Hong Rengan. Depois de irem primeiro para o condado de Guangde, Anhui, eles foram para a cidade de Huchou, Chequião, em 13 de agosto de 1864, para se encontrarem com o comandante local do Exército Taiping, Huang Wenjin (黃文金). A dinastia Qing enviou Zuo Zongtang e Li Hongzhang para atacarem a cidade, e Chen Xueming (陳學明), o comandante do exército Taiping encarregado de defender o portão sul da cidade, rendeu-se em 26 de agosto de 1864. Hong Tianguifu, Hong Rengan e Huang Wenjin foram forçados a fugir da cidade no dia seguinte, na calada da noite, e Huang Wenjin logo morreu de seus ferimentos. O resto dos sobreviventes tentou escapar para a região fronteiriça das províncias de Jiangxi, Cantão e Fuquiém para se juntar às forças remanescentes de Taiping lideradas por Li Shixian, mas em 9 de outubro de 1864, eles foram emboscados pelo exército Qing em Shicheng. Hong Rengan foi capturado e posteriormente executado em 23 de novembro de 1864 em Nanchang, Jiangxi. Hong Tianguifu escapou para as montanhas perto de Shicheng depois que sua força simbólica foi exterminada, mas foi pego em 25 de outubro de 1864 por soldados Qing procurando por ele.
No caminho para a escolta, Hong Tianguifu e um soldado do exército Qing chamado Tang Jiatong tiveram uma conversa. Hong Tianguifu falou pela primeira vez sobre seu relacionamento com seu pai Hong Xiuquan e outros. Ele disse que as coisas antigas do Reino Celestial de Taiping foram feitas por seu pai e Hong Renxuan. "Não tem nada a ver comigo, mesmo depois de pisar na estrada, não fiz nada desfavorável à dinastia Qing, aqueles que resistiram ao Império Qing foram destruídos pelo rei, Zhongwang e outros." No entanto, após o segundo dia de escrever um poema de louvor à dinastia Qing, ele foi posteriormente executado por corte lento em 18 de novembro de 1864 aos 14 anos.
Um vislumbre do personagem de Hong Tianguifu pode ser visto em seus comentários antes de sua execução: "[A província de] Cantão não é um lugar agradável, não quero voltar. Eu só quero estudar com o Velho Mestre Tang em Hunão, e eu deveria ser um grande estudioso, quero ser um bom estudioso" ("廣東地方不好，我也不愿回去了，我衹愿跟唐老爺到湖南讀書，想進秀才"). Este comentário aparentemente inocente, inútil e irrelevante foi considerado por alguns como uma tentativa desesperada e fútil de evitar a morte confundindo o carrasco de sua identidade. Também pode ter refletido sua total falta de compreensão do que estava acontecendo com ele e com seu reino perdido.
Apesar do pouco tempo em que ele foi rei, ele recebeu um selo de jade oficial (玉璽, yù xǐ), que está em uma exposição no Museu de História de Hong Kong (香港歷史博物館). 
O nome de Hong Tianguifu é incomum, pois contém um nome próprio de três caracteres, enquanto quase todos os nomes próprios chineses têm apenas um ou dois caracteres.